# Giant Rock

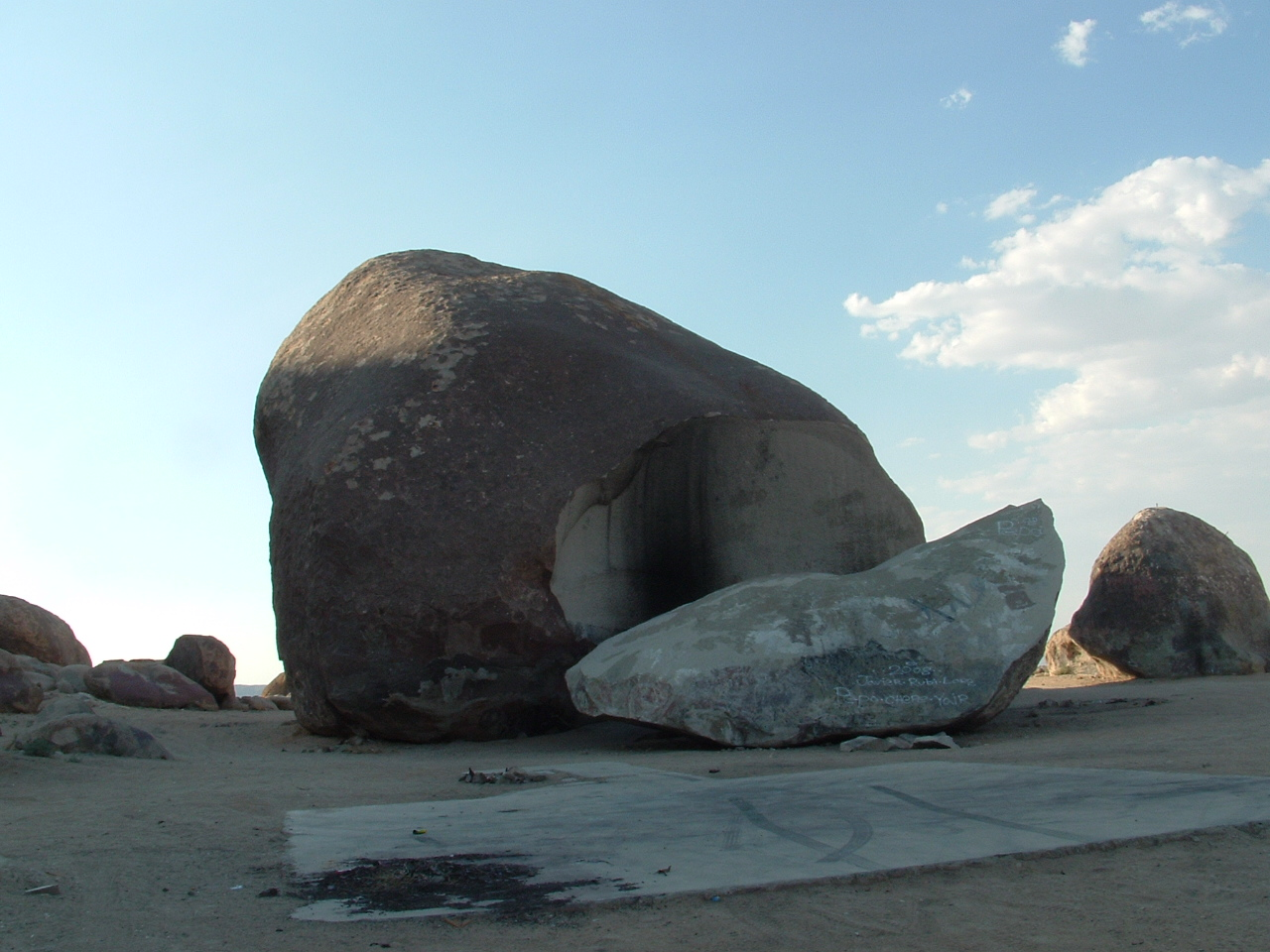
Giant Rock colindante con Landers, California.

Giant Rock (en inglés: "roca gigante") es un bloque de roca de gran tamaño localizado en el Desierto de Mojave, el cual limita directamente con Landers, California (Estados Unidos). Con 540 m² (5,800 pies cuadrados) de superficie y siete pisos de alto, se piensa que Giant Rock es el bloque de roca suelto más grande del mundo.
Los nativos norteamericanos de la zona de Joshua Tree, California, lo consideran sagrado. Un cateador de minerales llamado Frank Critzer cavó una gran habitación bajo la roca y vivió en ella durante la década de 1930 y principios de la década de 1940, la cual fue rellenada con tierra un tiempo después de que Critzer muriera dentro de ella a causa de una explosión de dinamita el 24 de julio de 1942 mientras era investigado por la policía local. En la década de 1950 se convirtió en un punto de reunión para creyentes de los ovni. Se ubica en tierra que en ese tiempo era arrendad por George Van Tassel, un amigo de Critzer, un hombre que supuestamente fue contactado por extraterrestres y que organizaba convenciones ovni. Van Tassel también construyó el Integratron, un edificio ubicado en las cercanías, junto a un pequeño aeropuerto, el cual operó desde 1947 a 1975. Poco después de la llegada del siglo XXI, Giant Rock se fracturó en dos partes, revelando un interior de granito blanco. La superficie exterior de la roca está parcialmente cubierta por grafitis.